# José Pujol
José Oriol Pujol de Coma (Barcellona, 29 settembre 1922 – 4 giugno 2013) è stato un pallanuotista spagnolo.

## Carriera
Era un atleta del Club Natació Barcelona. 
Ha partecipato ai Giochi di Londra 1948, nei quali si classificò all'8º posto.